# Āvījān
Āvījān (persiska: آویجان) är en ort i Iran.   Den ligger i provinsen Khorasan, i den östra delen av landet, 800 km öster om huvudstaden Teheran. Āvījān ligger 2 030 meter över havet och antalet invånare är 194.
Terrängen runt Āvījān är kuperad söderut, men norrut är den platt.Runt Āvījān är det glesbefolkat, med 12 invånare per kvadratkilometer. Närmaste större samhälle är Asadīyeh, 8,9 km sydost om Āvījān. Trakten runt Āvījān är ofruktbar med lite eller ingen växtlighet.